# Ilinka Mitreva
Ilinka Mitreva (en macédonien : Илинка Митрева), née le 11 février 1950 à Skopje (République socialiste de Macédoine, république fédérative socialiste de Yougoslavie) et morte le 1er août 2022 dans la même ville en Macédoine du Nord, est une femme politique macédonienne.

## Biographie
Mitreva est né la 11 février 1950 à Skopje, alors en Yougoslavie, aujourd'hui capitale de la Macédoine du Nord.

### Carrière politique
Ilinka Mitreva est membre de l'Union sociale-démocrate.
Elle est nommée ministre des Affaires étrangères en mai 2001, avant de démissionner au mois de novembre de la même année. Mais elle est de nouveau nommée ministre en novembre 2002 et occupera cette fonction cette fois-ci plus longtemps, jusqu'en août 2006, lors du changement de gouvernement engendré par les élections législatives de 2006.
Entre novembre 2006 et 2008, elle est parlementaire.